# Ministério da Educação (Coreia do Sul)
O Ministério da Educação (hangul: 교육부; hanja: 敎育部; rr: Gyoyukbu; MOE) é um órgão nacional do governo da Coreia do Sul. Foi criado em 23 de março de 2013, após seu desmembramento do Ministério da Educação, Ciência e Tecnologia.
Está sediado no Complexo Governamental Regional de Sejong na Cidade de Sejong. Anteriormente estava localizado no Complexo Governamental Central em Jongno-gu, Seul.